# Alburnus mossulensis
Espèce
Synonymes
- Alburnus capito Heckel, 1843[2] [3]
- Alburnus caudimacula Heckel, 1846-49[2] [3]
- Alburnus iblis Heckel, 1846-49[2] [3]
- Alburnus megacephalus Heckel, 1846-49[2] [3]
- Alburnus mossulensis delineatus Battalgil, 1942[2] [3]
- Alburnus schejtan Heckel, 1846-49[2] [3]
- Chalcalburnus mossulensis (Heckel, 1843)[2] [3]
- Leuciscus maxillaris Valenciennes, 1844[2] [3]

Alburnus mossulensis (Mossul bleak en anglais) est un poisson d'eau douce de la famille des Cyprinidae.

## Répartition
Alburnus mossulensis se rencontre dans le bassin du Tigre et de l'Euphrate.

## Description
La taille maximale connue pour Alburnus mossulensis est de 166 mm.

## Étymologie
Son nom spécifique, composé de mossul et du suffixe latin -ensis, « qui vit dans, qui habite », lui a été donné en référence au lieu de sa découverte, Mossoul.

## Publication originale
- Heckel, 1843 in von Russegger, 1843 : Ichthyologie [von Syrien] p. 990-1099[5].